# Gombos Jim és Lukács, a masiniszta (könyv)
A Gombos Jim és Lukács, a masiniszta Michael Ende német gyermekkönyvíró 1960-ban kiadott regénye. Az eredeti német cím a Jim Knopf und Lukas der Lokomotivführer volt. A történet alapján készült a Jim Button című 1999-től 2000-ig vetített német–francia televíziós rajzfilmsorozat első évada.

## Magyarul
- Gombos Jim és Lukács, a masiniszta; ford. Tapodi Rika, ill. Kelemen István; Európa, Bp., 1990

## Fordítás
- Ez a szócikk részben vagy egészben  a   Jim Knopf und Lukas der Lokomotivführer című német Wikipédia-szócikk fordításán alapul.  Az eredeti cikk szerkesztőit annak laptörténete sorolja fel. Ez a jelzés csupán a megfogalmazás eredetét és a szerzői jogokat jelzi, nem szolgál a cikkben szereplő információk forrásmegjelöléseként.